# Hal Haenel
Harold H. „Hal“ Haenel (* 18. Oktober 1958 in St. Louis) ist ein ehemaliger US-amerikanischer Segler und heutiger Manager in der Filmindustrie.

## Erfolge
Hal Haenel nahm an drei Olympischen Spielen mit Mark Reynolds in der Bootsklasse Star teil. Sein Olympiadebüt 1988 in Seoul beendeten sie mit 48 Punkten mit auf dem zweiten Platz, womit sie hinter den Briten Michael McIntyre und Bryn Vaile und vor Nelson Falcão und Torben Grael aus Brasilien die Silbermedaille erhielten. Vier Jahre darauf wurden Haenel und Reynolds in Barcelona gemeinsam Olympiasieger. Mit unter anderem zwei Siegen in sieben Wettfahrten schlossen sie die Regatta mit 31,4 Gesamtpunkten vor Donald Cowie und Rod Davis aus Neuseeland und den Kanadiern Eric Jespersen und Ross MacDonald auf dem ersten Platz ab. Bei den Olympischen Spielen 1996 in Atlanta belegten sie den achten Platz. Insgesamt fünf Medaillen gewannen Haenel und Reynolds bei Weltmeisterschaften: nach Silber 1988 in Buenos Aires und Bronze 1991 in Cannes gelang ihnen 1995 im spanischen Laredo der Titelgewinn. 1996 folgte in Rio de Janeiro der Gewinn einer weiteren Silbermedaille. Erst 17 Jahre später, im Jahr 2013, gewannen die beiden in San Diego mit Bronze ihre fünfte WM-Medaille.
Haenel schloss am Columbia College in Chicago ein Studium in Filmwissenschaften ab. Er zog daraufhin nach Hollywood, wo er, nach einer Zwischenstation, bei den Hollywood Center Studios zu arbeiten begann. Dort stieg er zum Vizepräsident und Geschäftsführer auf und bekleidete diese Position für 18 Jahre, ehe er zu 20th Century Fox wechselte, wo er als President und Geschäftsführer die Sparte studio operations verantwortet.